# Nova Mamoré
Nova Mamoré är en kommun i Brasilien.   Den ligger i delstaten Rondônia, i den västra delen av landet, 1 900 km väster om huvudstaden Brasília. Antalet invånare är 22 552.
I omgivningarna runt Nova Mamoré växer i huvudsak städsegrön lövskog. Trakten runt Nova Mamoré är nära nog obefolkad, med mindre än två invånare per kvadratkilometer.